# Dave Righetti
David Allan Righetti (San José, California, 28 de noviembre de 1958), más conocido como Dave Righetti, es un exjugador profesional estadounidense de béisbol que se desempeñó en la posición de lanzador en las Grandes Ligas de Béisbol (MLB). Logró obtener el premio Novato del Año.

## Carrera
Righetti jugó como profesional once temporadas en New York Yankees (1979, 1981-1990), después pasó a San Francisco Giants (1991-1993), luego a Oakland Athletics (1994), posteriormente a Toronto Blue Jays (1994), y finalmente, a Chicago White Sox, donde jugó una temporada (1995), y fue el equipo en el que se retiró.

## Premios
En 1981, fue galardonado con el premio Novato del Año.